# Alexandre Berthoud
Pour les articles homonymes, voir Berthoud (homonymie).
Alexandre Berthoud, né le 29 juin 1977 à Lausanne (originaire de Châtel-Saint-Denis), est une personnalité politique suisse du canton de Vaud, membre du Parti libéral-radical.
Il siège au Conseil national de juin 2022 à décembre 2023.

## Biographie
Alexandre Berthoud naît le 29 juin 1977 à Lausanne. Il est originaire de Châtel-Saint-Denis, dans le canton de Fribourg.
En raison de la profession de son père, gendarme, il déménage tous les quatre ans pendant son enfance. Au terme de sa scolarité obligatoire, il fait un apprentissage à la Banque cantonale vaudoise (BCV) à partir de 1992.
Il est responsable de la Région Jura-Nord vaudois de la BCV, à Yverdon,.
Il pratique la chasse et joue du tuba dans des fanfares, notamment à celle de Crissier pendant une longue période,. Il a le grade d'appointé à l'armée.
Marié et père de deux enfants, il habite à Neyruz-sur-Moudon, localité de la commune de Montanaire, dans le Gros-de-Vaud, depuis 1999,,.

## Parcours politique
Il est élu au Grand Conseil du canton de Vaud le 11 mars 2012. Il y préside la commission des finances de 2016 à 2021,.
En août 2021, il s'annonce candidat à l'investiture de son parti pour l'élection au Conseil d'État. Le 23 septembre, le congrès du parti lui préfère Frédéric Borloz pour deux voix (227 contre 225).
Il est candidat au Conseil national en octobre 2015 (neuvième des non-élus de la liste de son parti) puis en octobre 2019 (quatrième des non-élus). Il accède quand même à la Chambre basse du Parlement le 13 juin 2022, grâce à l'élection d'Olivier Français au Conseil des États, puis à celles de Frédéric Borloz et d'Isabelle Moret (à laquelle il succède officiellement) au gouvernement vaudois et au désistement du premier candidat qui devait leur succéder. Il y est membre de la Commission des affaires juridiques (CAJ).
Il n'est pas réélu en octobre 2023, finissant 2e des viennent-ensuite de la liste de son parti.

### Positionnement politique
Il se dit « de droite avec des positions humanistes ».